# Medasina contaminata
Medasina contaminata är en fjärilsart som beskrevs av Moore 1887. Medasina contaminata ingår i släktet Medasina och familjen mätare. Inga underarter finns listade i Catalogue of Life.